# Ypsilopus amaniensis
Ypsilopus amaniensis (Kraenzl.) D'haijère & Stévart, 2019 è una pianta della famiglia Orchidaceae, diffusa in Africa.

## Descrizione
È una orchidea epifita o raramente litofita, con fusti lunghi sino a 45 cm, eretti o pendenti, e foglie oblunghe, lunghe 3,5–11,5 cm e larghe 1–2 cm, di consistenza coriacea, disposte alla base del fusto. L'infiorescenza comprende 5–13 fiori di colore dal bianco al verde pallido, con sepali e petali lanceolati e acuminati ed un labello trilobato, dalla cui base si origina uno nettarifero lungo sino a 16 cm. I fiori si schiudono durante le ore notturne ed emanano un intenso aroma di limone.

## Biologia
La specie si riproduce per impollinazione entomofila ad opera della farfalla notturna Agrius convolvuli, della famiglia Sphingidae. Nel corso di una osservazione condotta per 2 anni in Kenya si è  documentato che R. amaniensis è visitata spesso anche da Coelonia fulvinotata, ma i ricercatori non sono stati in grado di raccogliere evidenze certe sul ruolo di quest'altro sfingide quale impollinatore.

## Distribuzione e habitat
L'areale di R. amaniensis comprende il sud dell'Etiopia, il Kenya, la Tanzania, l'Uganda e lo Zimbabwe.